# Kričim
Kričim (bulharsky Кричим) je město ležící ve středním Bulharsku, pod soutěskou řeky Văči na severovýchodním úpatí Západních Rodopů. Kričim, která náleží do Plovdivské oblasti, je správním střediskem a zároveň jediným sídlem stejnojmenné obštiny a má přibližně 8 100 obyvatel.

## Historie
Kričim je starobylé sídlo datované z rané Byzance. V oné době vznikly na protilehlých stranách soutěsky řeky Văča dvě pevnosti. V roce 1190 je dobyl car Asen, ale v roce 1198 je získal byzantský sevastokrat Jiří Paleolog. Významnou historickou památkou je Kámen cara Asena (Камъка на Цар Асен). Na tomto kameni je vytesán nápis: „Na tomto kameni seděl car Asen, když obsadil Kričim“. Ovšem datování nápisu není určeno, protože se neví, zda se týká Asena I. (cca 1190), nebo Asena II. (cca 1230).
Kolem roku 1364 se zdejší oblast dostala pod osmanskou nadvládu. Kričim patřila mezi několik sídel v Plovdivské oblasti, kde již v době raného obrození existovaly klášterní školy, které zachovávaly bulharskou písemnost. V roce 1861 zde američtí misionáři napočítali 1 000 obyvatel, vesměs Turků.

## Obyvatelstvo
K 15. září 2024 ve městě žilo 8 099 obyvatel a bylo zde trvale hlášeno 9 117 obyvatel. Podle sčítání 1. února 2011 bylo národnostní složení následující:
- Bulhaři: 4 652 (56.8 %)
- Turci: 1 646 (20.1 %)
- Romové: 564 (6.9 %)
- ostatní[p 2]: 1 323 (16.2 %)